# Lucius Fundanius Lamia Aelianus
Lucius Fundanius Lamia Aelianus war ein im 2. Jahrhundert n. Chr. lebender Angehöriger des römischen Senatorenstandes. In einem Militärdiplom und in zwei Inschriften wird sein Name als Lucius Lamia Aelianus angegeben.
Aelianus war 116 zusammen mit Sextus Carminius Vetus ordentlicher Konsul. Die beiden Konsuln sind durch Inschriften belegt; Aelianus ist darüber hinaus durch ein Militärdiplom nachgewiesen. Er war im Amtsjahr 131/132 Statthalter (Proconsul) der Provinz Asia.
Wahrscheinlich war er ein Nachkomme, entweder Sohn oder Enkel, von Lucius Aelius Lamia Plautius Aelianus, Suffektkonsul im Jahr 80. Lucius Lamia Silvanus, Suffektkonsul im Jahr 145, war sein Sohn.